# Zat Knight
Zatyiah „Zat“ Knight (* 2. Mai 1980 in Solihull) ist ein englischer Fußballspieler. Der Innenverteidiger stand zuletzt bei den Bolton Wanderers unter Vertrag und ist aktuell Vereinslos. Im Jahr 2005 absolvierte er zwei Länderspiele für die englische A-Nationalmannschaft.

## Sportlicher Werdegang

### FC Fulham (1999–2007)
Der dunkelhäutige Engländer spielte in der Jugendmannschaft von Rushall Olympic und wechselte am 19. Februar 1999 zum FC Fulham. Da Knight als volljähriger Sportler ohne vertragliche Bindung war, befand sich der FC Fulham nicht in der Verpflichtung zur Zahlung einer Ablösesumme; der Klub schickte jedoch als „kleines Dankeschön“ 30 Trainingsanzüge an „Olympic“.
Zu seinen ersten Pflichtspielen kam der groß gewachsene Innenverteidiger jedoch erst ein Jahr später in der vierten Liga, als ihn der FC Fulham zwischen Februar und Mai 2005 an Peterborough United auslieh. Er bestritt dort acht Meisterschaftspartien und nach seiner Rückkehr nach West-London kam er in der Spielzeit 2000/01 im Ligapokal erstmals in der Profielf der „Cottagers“ zum Zuge. Am 22. September 2001 folgte beim 1:0-Auswärtssieg gegen Leicester City Knights erste Premier-League-Partie. Den endgültigen Durchbruch feierte der ehemalige U-21-Nationalspieler, der im Jahr 2002 auch bei der U-21-Europameisterschaft in der Schweiz zwei Partien bestritten hatte, in der Saison 2003/04. In den beiden Spielzeiten darauf war er Leistungsträger im zentralen Abwehrverbund des FC Fulham und schoss seine ersten vier Pflichtspieltreffer. Nach der Verletzung von Luís Boa Morte war Knight zudem zeitweise Mannschaftskapitän. Im Mai 2005 stand er binnen dreier Tage in zwei Länderspielen der englischen A-Nationalmannschaft gegen die USA (2:1) und Kolumbien (3:2) während einer Tournee durch die Vereinigten Staaten.

### Aston Villa (2007–09)
Am 29. August 2007 unterschrieb Knight für eine Ablösesumme von 3,5 Millionen Pfund einen neuen Vierjahresvertrag bei Aston Villa. Nur wenige Stunden zuvor war Knight mit seinem Bruder und einer weiteren Person in Birmingham verhaftet worden – der Bruder musste im Jahr darauf wegen eines Drogenvergehens den Gang ins Gefängnis antreten, während Zat Knight keines Vergehens beschuldigt wurde. Dessen ungeachtet schoss Knight gleich bei seinem Debüt für Villa beim 2:0-Sieg gegen den FC Chelsea am 2. September 2007 ein Tor. Im Kampf um die Positionen in der Innenverteidigung fand sich Knight den konkurrierenden Martin Laursen und Curtis Davies ausgesetzt und Trainer Martin O’Neill führte eine stetige Rotation durch. Aufgrund einer Verletzung von Laursen erhöhte sich die Einsatzzahl von Knight zwischenzeitlich etwas.

### Bolton Wanderers (seit 2009)
Am 25. Juli 2009 heuerte Knight für drei Jahre bei den Bolton Wanderers an. Über die Höhe der Transfersumme behielten die beteiligten Parteien Stillschweigen, wenngleich in der englischen Presse ein Betrag von etwa vier Millionen Pfund vermutet wurde. Am 15. August 2009 gab Knight bei der 0:1-Heimniederlage gegen den AFC Sunderland seinen Einstand in Bolton.